# Temporada 1967 de Fórmula 1
La temporada 1967 de Fórmula 1 fue la 18.ª del Campeonato Mundial de Fórmula 1 de la FIA. Se disputó entre el 2 de enero y el 22 de octubre. El campeonato consistió en 11 carreras.
Denny Hulme ganó su único Campeonato de Pilotos. Brabham ganó su segundo y último Campeonato de Constructores.

## Resumen de la temporada

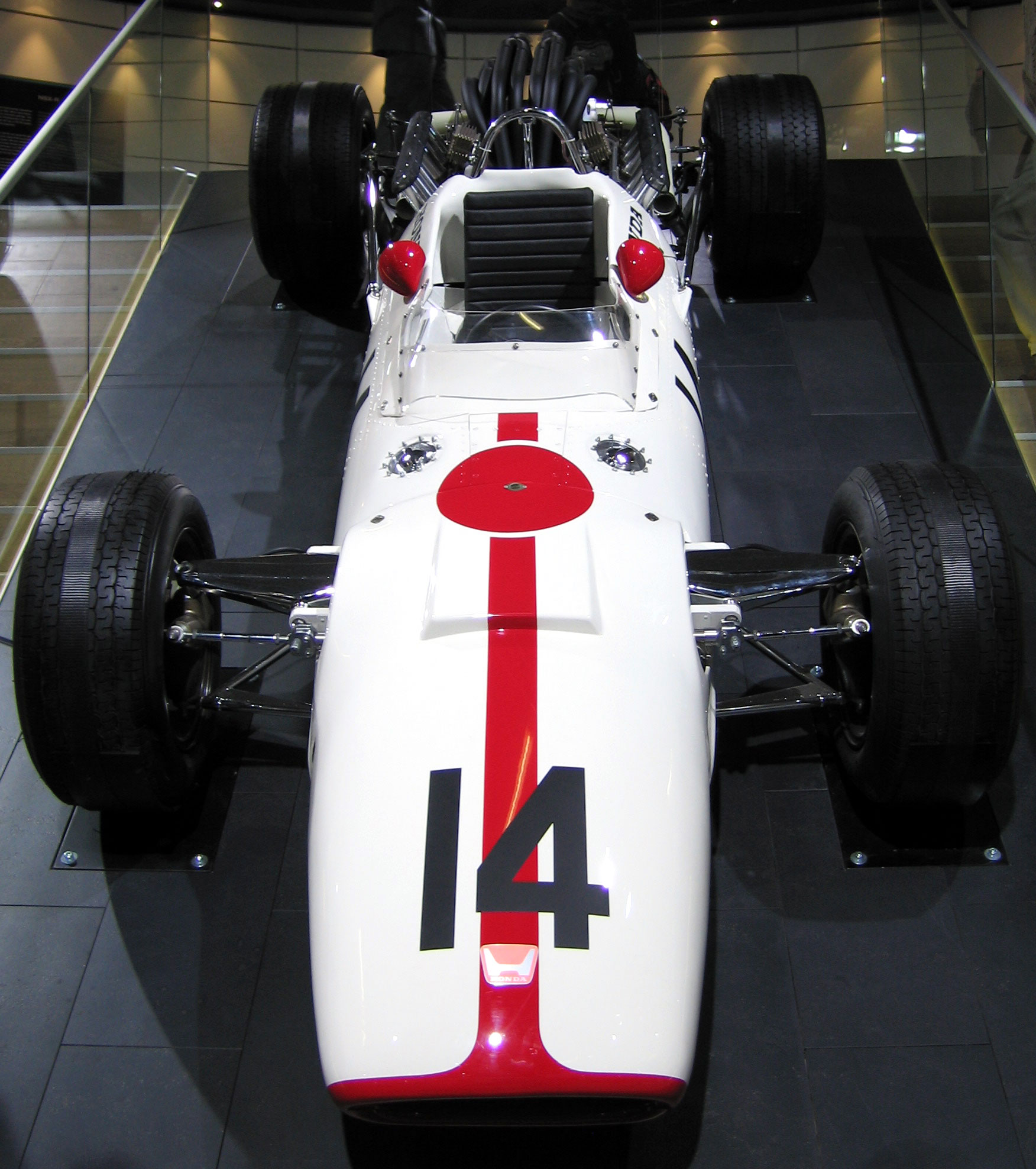
Foto del Honda RAA 300, que participó en esta temporada de F1

En la tercera carrera de la temporada (Países Bajos), Lotus hizo debutar uno de los motores de competición más exitosos de todos los tiempos: el Ford Cosworth DFV, que acumularía 155 victorias en Grandes Premios, incluyendo su primera carrera.
Pedro Rodríguez de la Vega conseguiría en el primer Gran Premio de la temporada (Sudáfrica) la última victoria de Cooper.
A pesar de las cuatro victorias de Jim Clark, la consistencia de Denny Hulme fue determinante para su victoria en el Campeonato de Pilotos.
Hulme será uno de los dos pilotos que han ganado el Campeonato sin conseguir una sola pole; solo Niki Lauda lo conseguiría repetir en 1984.

## Escuderías y pilotos
| Escudería                             | Constructor | Chasis         | Motor                                        | Neu. | Piloto               | Rondas         |
| ------------------------------------- | ----------- | -------------- | -------------------------------------------- | ---- | -------------------- | -------------- |
| Brabham Racing Organisation           | Brabham     | BT19 BT20 BT24 | Repco 620 3.0 V8 Repco 740 3.0 V8            | G    | Jack Brabham         | Todas          |
| Brabham Racing Organisation           | Brabham     | BT19 BT20 BT24 | Repco 620 3.0 V8 Repco 740 3.0 V8            | G    | Denny Hulme          | Todas          |
| Cooper Car Company                    | Cooper      | T81 T81B T86   | Maserati 9/F1 3.0 V12 Maserati 10/F1 3.0 V12 | F    | Jochen Rindt         | 1–10           |
| Cooper Car Company                    | Cooper      | T81 T81B T86   | Maserati 9/F1 3.0 V12 Maserati 10/F1 3.0 V12 | F    | Pedro Rodríguez      | 1–7, 11        |
| Cooper Car Company                    | Cooper      | T81 T81B T86   | Maserati 9/F1 3.0 V12 Maserati 10/F1 3.0 V12 | F    | Alan Rees            | 6              |
| Cooper Car Company                    | Cooper      | T81 T81B T86   | Maserati 9/F1 3.0 V12 Maserati 10/F1 3.0 V12 | F    | Richard Attwood      | 8              |
| Cooper Car Company                    | Cooper      | T81 T81B T86   | Maserati 9/F1 3.0 V12 Maserati 10/F1 3.0 V12 | F    | Jacky Ickx           | 9–10           |
| Owen Racing Organisation              | BRM         | P83 P261 P115  | BRM P75 3.0 H16 BRM P60 2.1 V8               | G    | Jackie Stewart       | Todas          |
| Owen Racing Organisation              | BRM         | P83 P261 P115  | BRM P75 3.0 H16 BRM P60 2.1 V8               | G    | Mike Spence          | Todas          |
| Team Lotus                            | Lotus       | 43 33          | BRM P75 3.0 H16 BRM P60 2.1 V8               | F    | Graham Hill          | 1–2            |
| Team Lotus                            | Lotus       | 43 33          | BRM P75 3.0 H16 BRM P60 2.1 V8               | F    | Jim Clark            | 1              |
| Team Lotus                            | Lotus       | 33             | Climax FWMV 2.0 V8                           | F    | Jim Clark            | 2              |
| Team Lotus                            | Lotus       | 49             | Ford Cosworth DFV 3.0 V8                     | F    | Jim Clark            | 3–11           |
| Team Lotus                            | Lotus       | 49             | Ford Cosworth DFV 3.0 V8                     | F    | Graham Hill          | 3–11           |
| Team Lotus                            | Lotus       | 49             | Ford Cosworth DFV 3.0 V8                     | F    | Eppie Wietzes        | 8              |
| Team Lotus                            | Lotus       | 49             | Ford Cosworth DFV 3.0 V8                     | F    | Giancarlo Baghetti   | 9              |
| Team Lotus                            | Lotus       | 49             | Ford Cosworth DFV 3.0 V8                     | F    | Moisés Solana        | 10–11          |
| Team Lotus                            | Lotus       | 48             | Ford Cosworth FVA 1.6 L4                     | F    | Jackie Oliver        | 7              |
| Anglo American Racers                 | Eagle       | T1F            | Climax FPF 2.8 L4                            | G    | Dan Gurney           | 1              |
| Anglo American Racers                 | Eagle       | T1G            | Weslake 58 3.0 V12                           | G    | Dan Gurney           | 2–11           |
| Anglo American Racers                 | Eagle       | T1G            | Weslake 58 3.0 V12                           | G    | Richie Ginther       | 2              |
| Anglo American Racers                 | Eagle       | T1G            | Weslake 58 3.0 V12                           | G    | Bruce McLaren        | 5–7            |
| Anglo American Racers                 | Eagle       | T1G            | Weslake 58 3.0 V12                           | G    | Ludovico Scarfiotti  | 9              |
| Honda Racing                          | Honda       | RA273 RA300    | Honda RA273E 3.0 V12                         | F    | John Surtees         | 1–4, 6–7, 9–11 |
| Rob Walker/Jack Durlacher Racing Team | Cooper      | T81            | Maserati 9/F1 3.0 V12                        | F    | Jo Siffert           | Todas          |
| DW Racing Enterprises                 | Brabham     | BT11           | Climax FPF 2.8 L4                            | F D  | Bob Anderson         | 1–6            |
| Joakim Bonnier Racing Team            | Cooper      | T81            | Maserati 9/F1 3.0 V12                        | F    | Joakim Bonnier       | 1, 4, 6–11     |
| Reg Parnell Racing                    | Lotus       | 25             | BRM P60 2.1 V8                               | F    | Piers Courage        | 1              |
| Reg Parnell Racing                    | Lotus       | 25             | BRM P60 2.1 V8                               | F    | Chris Irwin          | 3              |
| Reg Parnell Racing                    | BRM         | P261 P83       | BRM P60 2.1 V8 BRM P75 3.0 H16               | F    | Piers Courage        | 2, 6           |
| Reg Parnell Racing                    | BRM         | P261 P83       | BRM P60 2.1 V8 BRM P75 3.0 H16               | F    | Chris Irwin          | 4–11           |
| John Love                             | Cooper      | T79            | Climax FPF 2.8 L4                            | F    | John Love            | 1              |
| Sam Tingle                            | LDS         | Mk 3           | Climax FPF 2.8 L4                            | F    | Sam Tingle           | 1              |
| Scuderia Scribante                    | Brabham     | BT11           | Climax FPF 2.8 L4                            | F    | Dave Charlton        | 1              |
| Luki Botha                            | Brabham     | BT11           | Climax FPF 2.8 L4                            | F    | Luki Botha           | 1              |
| Matra Sports                          | Matra       | MS5 MS7        | Ford Cosworth FVA 1.6 L4                     | D G  | Jean-Pierre Beltoise | 2, 10–11       |
| Matra Sports                          | Matra       | MS5 MS7        | Ford Cosworth FVA 1.6 L4                     | D G  | Johnny Servoz-Gavin  | 2              |
| Bruce McLaren Motor Racing            | McLaren     | M4B M5A        | BRM P111 2.1 V8 BRM P142 3.0 V12             | G    | Bruce McLaren        | 2–3, 8–11      |
| Scuderia Ferrari SpA SEFAC            | Ferrari     | 312/66 312/67  | Ferrari 242 3.0 V12                          | F    | Lorenzo Bandini      | 2              |
| Scuderia Ferrari SpA SEFAC            | Ferrari     | 312/66 312/67  | Ferrari 242 3.0 V12                          | F    | Chris Amon           | 2–11           |
| Scuderia Ferrari SpA SEFAC            | Ferrari     | 312/66 312/67  | Ferrari 242 3.0 V12                          | F    | Mike Parkes          | 3–4            |
| Scuderia Ferrari SpA SEFAC            | Ferrari     | 312/66 312/67  | Ferrari 242 3.0 V12                          | F    | Ludovico Scarfiotti  | 3–4            |
| Scuderia Ferrari SpA SEFAC            | Ferrari     | 312/66 312/67  | Ferrari 242 3.0 V12                          | F    | Jonathan Williams    | 11             |
| Guy Ligier                            | Cooper      | T81            | Maserati 9/F1 3.0 V12                        | F    | Guy Ligier           | 4–5            |
| Guy Ligier                            | Brabham     | BT20           | Repco 620 3.0 V8                             | F    | Guy Ligier           | 6–7, 9–11      |
| Bernard White Racing                  | BRM         | P261           | BRM P60 2.1 V8                               | G    | David Hobbs          | 6, 8           |
| Charles Vögele Racing                 | Cooper      | T77            | ATS 2.7 V8                                   | D    | Silvio Moser         | 6              |
| Bayerische Motoren Werke AG           | Lola        | T100           | BMW M10 2.0 L4                               | D    | Hubert Hahne         | 7              |
| Gerhard Mitter                        | Brabham     | BT23           | Ford Cosworth FVA 1.6 L4                     | D    | Gerhard Mitter       | 7              |
| Roy Winkelmann Racing                 | Brabham     | BT23           | Ford Cosworth FVA 1.6 L4                     | D    | Alan Rees            | 7              |
| Ecurie Ford-France                    | Matra       | MS5            | Ford Cosworth FVA 1.6 L4                     | D    | Jo Schlesser         | 7              |
| Ron Harris Racing Team                | Protos      | F2             | Ford Cosworth FVA 1.6 L4                     | F    | Brian Hart           | 7              |
| Ron Harris Racing Team                | Protos      | F2             | Ford Cosworth FVA 1.6 L4                     | F    | Kurt Ahrens, Jr.     | 7              |
| Lola Cars                             | Lola        | T100           | BMW M10 2.0 L4                               | F    | David Hobbs          | 7              |
| Lola Cars                             | Lola        | T100           | Ford Cosworth FVA 1.6 L4                     | F    | Brian Redman         | 7              |
| Tyrrell Racing Organisation           | Matra       | MS5            | Ford Cosworth FVA 1.6 L4                     | D    | Jacky Ickx           | 7              |
| Mike Fisher                           | Lotus       | 33             | BRM P60 2.1 V8                               | F    | Mike Fisher          | 8, 11          |
| Castrol Oils Ltd                      | Eagle       | T1F            | Climax FPF 2.8 L4                            | G    | Al Pease             | 8              |
| Tom Jones                             | Cooper      | T82            | Climax FWMV 2.0 V8                           | F    | Tom Jones            | 8              |

- Sobre fondo rosa, los participantes de Fórmula 2 que disputaron el Gran Premio de Alemania de 1967

## Resultados
| Carrera                           | Fecha            | Circuito           | Piloto ganador  | Constructor ganador           | Resultados |
| --------------------------------- | ---------------- | ------------------ | --------------- | ----------------------------- | ---------- |
| Gran Premio de Sudáfrica          | 2 de enero       | Kyalami            | Pedro Rodríguez | Cooper-Maserati               | Resultados |
| Gran Premio de Mónaco             | 7 de mayo        | Mónaco             | Denny Hulme     | Brabham-Repco                 | Resultados |
| Gran Premio de los Países Bajos   | 4 de junio       | Zandvoort          | Jim Clark       | Lotus-Ford                    | Resultados |
| Gran Premio de Bélgica            | 18 de junio      | Spa-Francorchamps  | Dan Gurney      | Anglo American Racers-Weslake | Resultados |
| Gran Premio de Francia            | 2 de julio       | Bugatti            | Jack Brabham    | Brabham-Repco                 | Resultados |
| Gran Premio de Gran Bretaña       | 15 de julio      | Silverstone        | Jim Clark       | Lotus-Ford                    | Resultados |
| Gran Premio de Alemania           | 6 de agosto      | Nürburgring        | Denny Hulme     | Brabham-Repco                 | Resultados |
| Gran Premio de Canadá             | 27 de agosto     | Mosport            | Jack Brabham    | Brabham-Repco                 | Resultados |
| Gran Premio de Italia             | 10 de septiembre | Monza              | John Surtees    | Honda                         | Resultados |
| Gran Premio de los Estados Unidos | 1 de octubre     | Watkins Glen       | Jim Clark       | Lotus-Ford                    | Resultados |
| Gran Premio de México             | 22 de octubre    | Hermanos Rodríguez | Jim Clark       | Lotus-Ford                    | Resultados |

## Clasificaciones

### Sistema de puntuación
- Puntuaban los seis primeros de cada carrera.
- Para el campeonato de pilotos solo se contabilizaban los cinco mejores resultados obtenidos por cada competidor.
- Para el campeonato de constructores, sumaba el mejor clasificado, aunque sea equipo privado.

| Posición | 1.º | 2.º | 3.º | 4.º | 5.º | 6.º |
| Puntos   | 9   | 6   | 4   | 3   | 2   | 1   |

### Campeonato de Pilotos
| Pos. | Piloto               | RSA | MON | NED | BEL | FRA | GBR | GER  | CAN | ITA | USA | MEX | Puntos  |
| ---- | -------------------- | --- | --- | --- | --- | --- | --- | ---- | --- | --- | --- | --- | ------- |
| 1    | Denny Hulme          | 4   | 1   | 3   | Ret | 2   | 2   | 1    | 2   | Ret | 3   | 3   | 51      |
| 2    | Jack Brabham         | 6   | Ret | 2   | Ret | 1   | 4   | 2    | 1   | 2   | (5) | 2   | 46 (48) |
| 3    | Jim Clark            | Ret | Ret | 1   | 6   | Ret | 1   | Ret  | Ret | 3   | 1   | 1   | 41      |
| 4    | John Surtees         | 3   | Ret | Ret | Ret |     | 6   | 4    |     | 1   | Ret | 4   | 20      |
| 5    | Chris Amon           |     | 3   | 4   | 3   | Ret | 3   | 3    | 6   | 7   | Ret | 9   | 20      |
| 6    | Pedro Rodríguez      | 1   | 5   | Ret | 9   | 6   | 5   | 11   |     |     |     | 6   | 15      |
| 7    | Graham Hill          | Ret | 2   | Ret | Ret | Ret | Ret | Ret  | 4   | Ret | 2   | Ret | 15      |
| 8    | Dan Gurney           | Ret | Ret | Ret | 1   | Ret | Ret | Ret  | 3   | Ret | Ret | Ret | 13      |
| 9    | Jackie Stewart       | Ret | Ret | Ret | 2   | 3   | Ret | Ret  | Ret | Ret | Ret | Ret | 10      |
| 10   | Mike Spence          | Ret | 6   | 8   | 5   | Ret | Ret | Ret  | 5   | 5   | Ret | 5   | 9       |
| 11   | John Love            | 2   |     |     |     |     |     |      |     |     |     |     | 6       |
| 12   | Jo Siffert           | Ret | Ret | 10  | 7   | 4   | Ret | Ret  | DNS | Ret | 4   | 12  | 6       |
| 13   | Jochen Rindt         | Ret | Ret | Ret | 4   | Ret | Ret | Ret  | Ret | 4   | Ret |     | 6       |
| 14   | Bruce McLaren        |     | 4   | Ret |     | Ret | Ret | Ret  | 7   | Ret | Ret | Ret | 3       |
| 15   | Jo Bonnier           | Ret |     |     | Ret |     | Ret | 6    | 8   | Ret | 6   | 10  | 3       |
| 16   | Chris Irwin          |     |     | 7   | Ret | 5   | 7   | 9    | Ret | Ret | Ret | Ret | 2       |
| 17   | Bob Anderson         | 5   | DNQ | 9   | 8   | Ret | Ret |      |     |     |     |     | 2       |
| 18   | Mike Parkes          |     |     | 5   | Ret |     |     |      |     |     |     |     | 2       |
| 19   | Guy Ligier           |     |     |     | 10  | NC  | 10  | 8    |     | Ret | Ret | 11  | 1       |
| 20   | Ludovico Scarfiotti  |     |     | 6   | NC  |     |     |      |     | Ret |     |     | 1       |
| 21   | Jacky Ickx           |     |     |     |     |     |     | Ret1 |     | 6   | Ret |     | 1       |
| NC   | Jean-Pierre Beltoise |     | DNQ |     |     |     |     |      |     |     | 7   | 7   | 0       |
| NC   | David Hobbs          |     |     |     |     |     | 8   | 101  | 9   |     |     |     | 0       |
| NC   | Jonathan Williams    |     |     |     |     |     |     |      |     |     |     | 8   | 0       |
| NC   | Alan Rees            |     |     |     |     |     | 9   | 71   |     |     |     |     | 0       |
| NC   | Richard Attwood      |     |     |     |     |     |     |      | 10  |     |     |     | 0       |
| NC   | Mike Fisher          |     |     |     |     |     |     |      | 11  |     |     | DNS | 0       |
| NC   | Dave Charlton        | NC  |     |     |     |     |     |      |     |     |     |     | 0       |
| NC   | Luki Botha           | NC  |     |     |     |     |     |      |     |     |     |     | 0       |
| NC   | Al Pease             |     |     |     |     |     |     |      | NC  |     |     |     | 0       |
| NC   | Piers Courage        | Ret | Ret |     |     |     | DNS |      |     |     |     |     | 0       |
| NC   | Moisés Solana        |     |     |     |     |     |     |      |     |     | Ret | Ret | 0       |
| NC   | Sam Tingle           | Ret |     |     |     |     |     |      |     |     |     |     | 0       |
| NC   | Lorenzo Bandini      |     | Ret |     |     |     |     |      |     |     |     |     | 0       |
| NC   | Johnny Servoz-Gavin  |     | Ret |     |     |     |     |      |     |     |     |     | 0       |
| NC   | Silvio Moser         |     |     |     |     |     | Ret |      |     |     |     |     | 0       |
| NC   | Hubert Hahne         |     |     |     |     |     |     | Ret  |     |     |     |     | 0       |
| NC   | Giancarlo Baghetti   |     |     |     |     |     |     |      |     | Ret |     |     | 0       |
| NC   | Eppie Wietzes        |     |     |     |     |     |     |      | DSQ |     |     |     | 0       |
| NC   | Tom Jones            |     |     |     |     |     |     |      | DNQ |     |     |     | 0       |
| NC   | Richie Ginther       |     | DNQ |     |     |     |     |      |     |     |     |     | 0       |
| Pos. | Piloto               | RSA | MON | NED | BEL | FRA | GBR | GER  | CAN | ITA | USA | MEX | Puntos  |

| Color      | Resultado                          |
| ---------- | ---------------------------------- |
| Oro        | Ganador                            |
| Plata      | 2.º puesto                         |
| Bronce     | 3.er puesto                        |
| Verde      | Finalizó en los puntos             |
| Azul       | Finalizó sin puntos                |
| Azul       | NC - No clasificado                |
| Violeta    | Ret - No terminó                   |
| Rojo       | DNQ - No se clasificó              |
| Rojo       | DNPQ - No se preclasificó          |
| Negro      | DSQ - Descalificado                |
| Blanco     | DNS - No empezó                    |
| Blanco     | WD - Retirado                      |
| Blanco     | C - Carrera cancelada              |
| Azul claro | TD - Entrenamientos libres (2003-) |
| Sin color  | DNP - Inscrito, pero no participó  |
| Sin color  | INJ - Inscrito, pero lesionado     |
| Sin color  | EX - Excluido                      |

| Estado  | Resultado                                                                             |
| ------- | ------------------------------------------------------------------------------------- |
| Negrita | Pole position                                                                         |
| Cursiva | Vuelta rápida                                                                         |
| 1-8     | Posiciones puntuables de clasificación sprint (2021-)                                 |
| †       | No acabó el Gran Premio, pero fue clasificado ya que completó el porcentaje necesario |
| ‡       | Monoplaza compartido                                                                  |
| ~       | Se otorgó la mitad de puntos ya que no se cumplió con el 75% de la carrera            |
| ≠       | No obtuvo puntos ya que era piloto invitado                                           |
| F2      | Inscrito para carrera de Fórmula 2, no sumaba puntos                                  |

### Estadísticas del Campeonato de Pilotos
| Pos. | Piloto               | N.º | País          | Puntos  | Victorias | Podios | Poles |
| ---- | -------------------- | --- | ------------- | ------- | --------- | ------ | ----- |
| 1    | Denny Hulme          | 2   | Nueva Zelanda | 51      | 2         | 8      |       |
| 2    | Jack Brabham         | 1   | Australia     | 46 (48) | 2         | 6      | 2     |
| 3    | Jim Clark            | 5   | Reino Unido   | 41      | 4         | 5      | 6     |
| 4    | Chris Amon           | 9   | Nueva Zelanda | 20      |           | 4      |       |
| 5    | John Surtees         | 3   | Reino Unido   | 20      | 1         | 2      |       |
| 6    | Pedro Rodríguez      | 21  | México        | 15      | 1         | 1      |       |
| 7    | Graham Hill          | 6   | Reino Unido   | 15      |           | 2      | 3     |
| 8    | Dan Gurney           | 11  | EE. UU.       | 13      | 1         | 2      |       |
| 9    | Jackie Stewart       | 7   | Reino Unido   | 10      |           | 2      |       |
| 10   | Mike Spence          | 8   | Reino Unido   | 9       |           |        |       |
| 11   | Jochen Rindt         | 4   | Austria       | 6       |           |        |       |
| 12   | Jo Siffert           | 15  | Suiza         | 6       |           |        |       |
| 13   | John Love            | 17  | Rodesia       | 6       |           | 1      |       |
| 14   | Bruce McLaren        | 14  | Nueva Zelanda | 3       |           |        |       |
| 15   | Jo Bonnier           | 16  | Suecia        | 3       |           |        |       |
| 16   | Mike Parkes          | 4   | Reino Unido   | 2       |           |        |       |
| 17   | Chris Irwin          | 17  | Reino Unido   | 2       |           |        |       |
| 18   | Bob Anderson         | 19  | Reino Unido   | 2       |           |        |       |
| 19   | Guy Ligier           | 19  | Francia       | 1       |           |        |       |
| 20   | Jacky Ickx           | 21  | Bélgica       | 1       |           |        |       |
| 21   | Ludovico Scarfiotti  | 10  | Italia        | 1       |           |        |       |
| NC   | Richie Ginther       | 12  | EE. UU.       |         |           |        |       |
| NC   | Richard Attwood      | 8   | Reino Unido   |         |           |        |       |
| NC   | Sam Tingle           | 18  | Rodesia       |         |           |        |       |
| NC   | Mike Fisher          | 6   | EE. UU.       |         |           |        |       |
| NC   | Piers Courage        | 6   | Reino Unido   |         |           |        |       |
| NC   | Moises Solana        | 18  | México        |         |           |        |       |
| NC   | Al Pease             | 11  | Canadá        |         |           |        |       |
| NC   | Silvio Moser         | 22  | Suiza         |         |           |        |       |
| NC   | Eppie Wietzes        | 5   | Canadá        |         |           |        |       |
| NC   | Luki Botha           | 20  | Sudáfrica     |         |           |        |       |
| NC   | Giancarlo Baghetti   | 24  | Italia        |         |           |        |       |
| NC   | Jean Pierre Beltoise | 22  | Francia       |         |           |        |       |
| NC   | David Hobbs          | 12  | Reino Unido   |         |           |        |       |
| NC   | Dave Charlton        | 19  | Sudáfrica     |         |           |        |       |
| NC   | Alan Rees            | 14  | Reino Unido   |         |           |        |       |
| NC   | Johnny Servoz-Gavin  | 2   | Francia       |         |           |        |       |
| NC   | Jonathan Williams    | 12  | Reino Unido   |         |           |        |       |
| NC   | Lorenzo Bandini      | 18  | Italia        |         |           |        |       |

### Campeonato de Constructores
| Pos. | Constructor     | RSA | MON | NED | BEL | FRA | GBR | GER | CAN | ITA | USA | MEX | Puntos  |
| ---- | --------------- | --- | --- | --- | --- | --- | --- | --- | --- | --- | --- | --- | ------- |
| 1    | Brabham-Repco   | 4   | 1   | 2   | Ret | 1   | 2   | 1   | 1   | 2   | (3) | 2   | 63 (67) |
| 2    | Lotus-Ford      |     |     | 1   | 6   | Ret | 1   | Ret | 4   | 3   | 1   | 1   | 44      |
| 3    | Cooper-Maserati | 1   | 5   | 10  | 4   | 4   | 5   | 6   | 8   | 4   | 4   | 6   | 28      |
| 4    | Honda           | 3   | Ret | Ret | Ret | WD  | 6   | 4   |     | 1   | Ret | 4   | 20      |
| 5    | Ferrari         |     | 3   | 4   | 3   | Ret | 3   | 3   | 6   | 7   | Ret | 8   | 20      |
| 6    | BRM             | Ret | 6   | 8   | 2   | 3   | 7   | 9   | 5   | 5   | Ret | 5   | 17      |
| 7    | Eagle-Weslake   | WD  | Ret | Ret | 1   | Ret | Ret | Ret | 3   | Ret | Ret | Ret | 13      |
| 8    | Lotus-BRM       | Ret | 2   | 7   |     |     |     |     | 11  |     |     | DNS | 6       |
| 9    | Cooper-Climax   | 2   |     |     |     |     |     |     | DNQ |     |     |     | 6       |
| 10   | McLaren-BRM     |     | 4   | Ret |     |     |     |     | 7   | Ret | Ret | Ret | 3       |
| 11   | Brabham-Climax  | 5   | DNQ | 9   | 8   | Ret | Ret |     |     |     |     |     | 2       |
| NC   | Matra-Ford      |     | Ret |     |     | WD  |     |     |     |     | 7   | 7   | 0       |
| NC   | Eagle-Climax    | Ret |     |     |     |     |     |     | NC  |     | WD  | WD  | 0       |
| NC   | LDS-Climax      | Ret |     |     |     |     |     |     |     |     |     |     | 0       |
| NC   | Lotus-Climax    |     | Ret |     |     |     |     |     |     |     |     |     | 0       |
| NC   | Cooper-ATS      |     |     |     |     |     | Ret |     |     |     |     |     | 0       |
| NC   | Lola-BMW        |     |     |     |     |     |     | Ret |     |     |     |     | 0       |
| Pos. | Constructor     | RSA | MON | NED | BEL | FRA | GBR | GER | CAN | ITA | USA | MEX | Puntos  |

| Color      | Resultado                          |
| ---------- | ---------------------------------- |
| Oro        | Ganador                            |
| Plata      | 2.º puesto                         |
| Bronce     | 3.er puesto                        |
| Verde      | Finalizó en los puntos             |
| Azul       | Finalizó sin puntos                |
| Azul       | NC - No clasificado                |
| Violeta    | Ret - No terminó                   |
| Rojo       | DNQ - No se clasificó              |
| Rojo       | DNPQ - No se preclasificó          |
| Negro      | DSQ - Descalificado                |
| Blanco     | DNS - No empezó                    |
| Blanco     | WD - Retirado                      |
| Blanco     | C - Carrera cancelada              |
| Azul claro | TD - Entrenamientos libres (2003-) |
| Sin color  | DNP - Inscrito, pero no participó  |
| Sin color  | INJ - Inscrito, pero lesionado     |
| Sin color  | EX - Excluido                      |

| Estado  | Resultado                                                                             |
| ------- | ------------------------------------------------------------------------------------- |
| Negrita | Pole position                                                                         |
| Cursiva | Vuelta rápida                                                                         |
| 1-8     | Posiciones puntuables de clasificación sprint (2021-)                                 |
| †       | No acabó el Gran Premio, pero fue clasificado ya que completó el porcentaje necesario |
| ‡       | Monoplaza compartido                                                                  |
| ~       | Se otorgó la mitad de puntos ya que no se cumplió con el 75% de la carrera            |
| ≠       | No obtuvo puntos ya que era piloto invitado                                           |
| F2      | Inscrito para carrera de Fórmula 2, no sumaba puntos                                  |

## Carreras fuera del campeonato
En 1967 se realizaron seis carreras de Fórmula 1 no puntuables para el campeonato mundial.
| Carrera                   | Circuito     | Fecha            | Piloto ganador                  | Constructor ganador | Resultados |
| ------------------------- | ------------ | ---------------- | ------------------------------- | ------------------- | ---------- |
| Carrera de Campeones      | Brands Hatch | 12 de marzo      | Dan Gurney                      | Eagle-Weslake       | Resultados |
| Spring Cup                | Oulton Park  | 15 de abril      | Jack Brabham                    | Brabham-Repco       | Resultados |
| BRDC International Trophy | Silverstone  | 29 de abril      | Mike Parkes                     | Ferrari             | Resultados |
| Gran Premio de Siracusa   | Siracusa     | 21 de mayo       | Mike Parkes Ludovico Scarfiotti | Ferrari             | Resultados |
| International Gold Cup    | Oulton Park  | 16 de septiembre | Jack Brabham                    | Brabham-Repco       | Resultados |
| Gran Premio de España     | Jarama       | 12 de noviembre  | Jim Clark                       | Lotus-Ford          | Resultados |